# Gastrolepis alticola
Gastrolepis alticola là một loài thực vật có hoa trong họ Stemonuraceae. Loài này được Munzinger, McPherson & Lowry mô tả khoa học đầu tiên năm 2008.